# Apha aequalis
Apha aequalis är en fjärilsart som beskrevs av Felder 1874. Apha aequalis ingår i släktet Apha och familjen Eupterotidae. Inga underarter finns listade i Catalogue of Life.